# Gran Premio de Yugoslavia de Motociclismo de 1987
El Gran Premio de Yugoslavia de Motociclismo de 1987 fue la sexta prueba de la temporada 1987 del Campeonato Mundial de Motociclismo. El Gran Premio se disputó el 14 de junio de 1987 en el Automotodrom Grobnik.

## Resultados 500cc
Cuarta victoria el australiano Wayne Gardner, que se destaca al frente de la clasificación general con 17 puntos sobre Randy Mamola, que en esta carrera fue segundo. El estadounidense Eddie Lawson cerró el podio.
| Pos.     | Piloto              | Equipo     | Tiempo     | Pts. |
| -------- | ------------------- | ---------- | ---------- | ---- |
| 1        | Wayne Gardner       | Honda      | 46:30.640  | 15   |
| 2        | Randy Mamola        | Yamaha     | +2.430     | 12   |
| 3        | Eddie Lawson        | Yamaha     | +15.220    | 10   |
| 4        | Ron Haslam          | Elf-Honda  | +30.320    | 8    |
| 5        | Raymond Roche       | Cagiva     | +43.710    | 6    |
| 6        | Pierfrancesco Chili | Honda      | +44.440    | 5    |
| 7        | Tadahiko Taira      | Yamaha     | +51.670    | 4    |
| 8        | Shunji Yatsushiro   | Honda      | +59.500    | 3    |
| 9        | Richard Scott       | Yamaha     | +59.760    | 2    |
| 10       | Kenny Irons         | Suzuki     | +1:18.440  | 1    |
| 11       | Roger Burnett       | Honda      | +1:25.090  |      |
| 12       | Fabio Biliotti      | Honda      | +1:30.640  |      |
| 13       | Alessandro Valesi   | Honda      | +1 Vuelta  |      |
| 14       | Wolfgang von Muralt | Suzuki     | +1 Vuelta  |      |
| 15       | Bruno Kneubühler    | Honda      | +1 Vuelta  |      |
| 16       | Simon Buckmaster    | Honda      | +1 Vuelta  |      |
| 17       | Fabio Barchitta     | Honda      | +1 Vuelta  |      |
| 18       | Massimo Broccoli    | Honda      | +1 Vuelta  |      |
| 19       | Andreas Leuthe      | Honda      | +1 Vuelta  |      |
| 20       | Hervé Guilleux      | Honda      | +1 Vuelta  |      |
| 21       | Gerold Fischer      | Honda      | +1 Vuelta  |      |
| 22       | Georg Jung          | Honda      | +1 Vuelta  |      |
| 23       | Marco Gentile       | Fior-Honda | +2 Vueltas |      |
| 24       | Dimitris Papandreou | Suzuki     | +2 Vueltas |      |
| Ret      | Louis-Luc Maisto    | Honda      | Ret        |      |
| Ret      | Gustav Reiner       | Honda      | Ret        |      |
| Ret      | Robert McElnea      | Yamaha     | Ret        |      |
| Ret      | Pavol Dekanek       | Suzuki     | Ret        |      |
| Ret      | Helmut Schütz       | Honda      | Ret        |      |
| Ret      | Silvo Habat         | Honda      | Ret        |      |
| Ret      | Vittorio Scatola    | Paton      | Ret        |      |
| DNS      | Freddie Spencer     | Honda      | DNS        |      |
| DNS      | Niall Mackenzie     | Honda      | DNS        |      |
| DNS      | Christian Sarron    | Yamaha     | DNS        |      |
| DNS      | Didier de Radiguès  | Cagiva     | DNS        |      |
| DNQ      | Tony Carey          | Suzuki     | DNQ        |      |
| Sources: |                     |            |            |      |

## Resultados 250cc
El piloto venezolano y vigente campeón Carlos Lavado obtuvo la primera victoria de la temporada y la primera desde la que consiguió en el Gran Premio de Suecia del año pasado. El italiano Loris Reggiani y el alemán Reinhold Roth llegaron segundo y tercero respectivamente.
| Pos. | Piloto                 | Moto       | Tiempo     | Pts. |
| ---- | ---------------------- | ---------- | ---------- | ---- |
| 1    | Carlos Lavado          | Yamaha     | 41:24.760  | 15   |
| 2    | Loris Reggiani         | Aprilia    | +4.950     | 12   |
| 3    | Reinhold Roth          | Honda      | +5.900     | 10   |
| 4    | Jacques Cornu          | Honda      | +6.160     | 8    |
| 5    | Martin Wimmer          | Yamaha     | +9.160     | 6    |
| 6    | Dominique Sarron       | Honda      | +11.190    | 5    |
| 7    | Anton Mang             | Honda      | +11.860    | 4    |
| 8    | Sito Pons              | Honda      | +25.530    | 3    |
| 9    | Juan Garriga           | Yamaha     | +25.730    | 2    |
| 10   | Ivan Palazzese         | Yamaha     | +26.090    | 1    |
| 11   | Jean-Philippe Ruggia   | Yamaha     | +26.340    |      |
| 12   | Maurizio Vitali        | Garelli    | +51.920    |      |
| 13   | Manfred Herweh         | Honda      | +53.790    |      |
| 14   | Stéphane Mertens       | Honda      | +1:06.920  |      |
| 15   | Hans Lindner           | Honda      | +1:09.140  |      |
| 16   | Donnie McLeod          | EMC/Rotax  | +1:09.510  |      |
| 17   | Guy Bertin             | Honda      | +1:10.130  |      |
| 18   | Jean-François Baldé    | Defi-Rotax | +1:17.670  |      |
| 19   | Kevin Mitchell         | Yamaha     | +1:21.210  |      |
| 20   | Harald Eckl            | Honda      | +1:21.650  |      |
| 21   | Marcellino Lucchi      | Honda      | +1:22.120  |      |
| 22   | Urs Luzi               | Honda      | +1:34.370  |      |
| 23   | René Delaby            | Yamaha     | +1:34.790  |      |
| 24   | Jochen Schmid          | Honda      | +1 Vuelta  |      |
| 25   | Jean Foray             | Yamaha     | +1 Vuelta  |      |
| 26   | Alain Bronec           | Honda      | +1 Vuelta  |      |
| 27   | Zdravko Leljak         | Honda      | +2 Vueltas |      |
| Ret  | Bruno Bonhuil          | Honda      | Ret        |      |
| Ret  | Carlos Cardús          | Honda      | Ret        |      |
| Ret  | Garry Cowan            | Honda      | Ret        |      |
| Ret  | Jean-Louis Guignabodet | Honda      | Ret        |      |
| Ret  | Josef Hutter           | Honda      | Ret        |      |
| Ret  | Massimo Matteoni       | Honda      | Ret        |      |
| Ret  | Jean-Michel Mattioli   | Honda      | Ret        |      |
| Ret  | Siegfried Minich       | Honda      | Ret        |      |
| Ret  | Martin Sraj            | Honda      | Ret        |      |
| DNS  | Luca Cadalora          | Yamaha     | DNS        |      |
| DNQ  | D. Stankovic           | Yamaha     | DNQ        |      |
| DNQ  | Massimo Sirianni       | Yamaha     | DNQ        |      |
| DNQ  | Ivan Sola              | MBA        | DNQ        |      |
| DNQ  | Stelio Marmaras        | Yamaha     | DNQ        |      |

## Resultados 80cc
En la categoría de menor cilindrada, monólogo de Jorge Martínez Aspar en Rijeka en la que supone la cuarta victoria en cinco carreras. El español tiene una ventaja de 38 puntos en la clasificación general sobre su compañero de escudería Manuel Herreros. El tercer puesto de la carrera fue para el suizo Stefan Dörflinger.
| Pos. | Piloto               | Moto      | Tiempo     | Pts. |
| ---- | -------------------- | --------- | ---------- | ---- |
| 1    | Jorge Martínez Aspar | Derbi     | 29:10.370  | 15   |
| 2    | Stefan Dörflinger    | Krauser   | +6.900     | 12   |
| 3    | Ian McConnachie      | Krauser   | +14.900    | 10   |
| 4    | Gerhard Waibel       | Krauser   | +21.610    | 8    |
| 5    | Manuel Herreros      | Derbi     | +21.780    | 6    |
| 6    | Hubert Abold         | Krauser   | +39.180    | 5    |
| 7    | Jörg Seel            | Seel      | +39.820    | 4    |
| 8    | Hans Spaan           | Casal     | +47.820    | 3    |
| 9    | Juan Ramón Bolart    | Krauser   | +1:08.540  | 2    |
| 10   | Alex Barros          | Arbizu    | +1:08.730  | 1    |
| 11   | Mario Stocco         | Faccioli  | +1:31.680  |      |
| 12   | Rainer Kunz          | Kroko     | +1:38.950  |      |
| 13   | Alojz Pavlič         | Seel      | +1 Vuelta  |      |
| 14   | Reiner Koster        | Kroko     | +1 Vuelta  |      |
| 15   | Richard Bay          | Casal     | +1 Vuelta  |      |
| 16   | Janez Pintar         | Eberhardt | +1 Vuelta  |      |
| 17   | Jos van Dongen       | Krauser   | +1 Vuelta  |      |
| 18   | Serge Julin          | Casal     | +1 Vuelta  |      |
| 19   | Paul Bordes          | RB        | +1 Vuelta  |      |
| 20   | Hagen Klein          | Hess      | +1 Vuelta  |      |
| 21   | Brane Rokavec        | Seel      | +1 Vuelta  |      |
| 22   | Herri Torrontegui    | JJ Cobas  | +2 Vueltas |      |
| Ret  | Stuart Edwards       | Casal     | Ret        |      |
| Ret  | Josef Fischer        | Krauser   | Ret        |      |
| Ret  | Zdravko Matulja      | Ziegler   | Ret        |      |
| Ret  | Luis Miguel Reyes    | Autisa    | Ret        |      |
| Ret  | Theo Timmer          | Casal     | Ret        |      |
| DNS  | Wilco Zeelenberg     | Casal     | DNS        |      |
| DNS  | Johan Auer           | Auer      | DNS        |      |
| DNS  | Felix Rodríguez      | Casal     | DNS        |      |
| DNQ  | Giuliano Tabanelli   | UFO       | DNQ        |      |
| DNQ  | Sreten Vasic         | Sever     | DNQ        |      |
| DNQ  | Zdravko Leljak       | Sever     | DNQ        |      |
| DNQ  | Miljenko Nervo       | Sever     | DNQ        |      |
| DNQ  | Uros Tomanovic       | Sever     | DNQ        |      |
| DNQ  | Miroslav Lesicki     | Sever     | DNQ        |      |